# Bélai István
Bélai István (Budapest, 1931. május 8. – 2004. november 4. ) magyar hangmérnök, filmrendező, forgatókönyvíró.

## Életpályája
Középiskolai tanulmányait az Árpád Gimnáziumban végezte el. Egyetemi tanulmányait a Budapesti Műszaki Egyetem Villamosmérnöki Karán végezte el 1952-1957 között. 1964-1966 között a Marxizmus-Leninizmus Esti Egyetem hallgatója volt esztétika szakon.
1950-1954 között az Egyesült Izzó betanított munkása volt. 1954-1956 között a Magyar Hanglemezgyártó Vállalat hangtechnikusa volt. 1956-1957 között a Pannónia Filmstúdió filmipari szakmunkása, 1957-1980 között hangmérnöke, 1980-1987 között pedig filmrendezője volt. 1964-től a Gusztáv című filmsorozat egyik írója, később egyedi rajzfilmeket írt. 1970-ben feleségül vette Jakó Juliannát. Az 1970-es évek végén filmeket rendezett, áttért az animációs-natúrtechnikára. A Magyar Televíziónál külsősként a közművelődési osztályon, majd a belpolitikai és a szórakoztató osztályon dolgozott. 1987-1989 között a Magyar Tudományos Akadémia Kutatófilm Stúdiójának művészeti vezetője volt. 1990-től az Artrifolium Kft. ügyvezető igazgatója. 1997-ben jelent meg Concertissimo című, összegyűjtött novelláit tartalmazó kötete az Alterra Kiadó gondozásábn. 2004 novemberében hunyt el.

## Művei
- Concertissimo (1968, 1997, író)
- Hídavatás (1969, író)
- Credo (1969, író-rendező)
- Díszlépés (1970, író)
- Esemény (1970, író)
- Temetés (1970, író)
- Mi leszek, ha? (1985, író-rendező)
- Coexistentia (1987, író-rendező)
- Tungsram (1988, író-rendező)
- Egy szigorúan ellenőrzött vonat (1996)

## Filmjei

### Hangmérnökként
- Szenvedély (1961)
- A tér (1961)
- A piros pöttyös labda (1961)
- Párbaj (1961)
- Vigyázat, mázolva! (1961)
- Mese a bogárról (1963)
- Koncert (1963)
- Átváltozások (1964)
- Utószezon (1967) (speciális effektusok)
- Rend a házban (1970)
- A monológ (1981)

### Rendezőként
- Gloria Mundi (1969)
- Paradé (1970)

### Televíziós munkái
- Mérges történet (1980)
- Köszönjük szépen (1981)
- Fogathajtó vb Szilvásvárad (1984)
- Diplomaosztás Angliában (1992)
- ShowBiz Europa (1993)